# Erich Zweigert

Erich Zweigert

Wilhelm Erich Julius Lebrecht Erdmann Zweigert (* 25. Februar 1849 in Neustettin; † 27. Mai 1906 in Essen) war ein deutscher Jurist und Kommunalpolitiker.

## Leben und Wirken

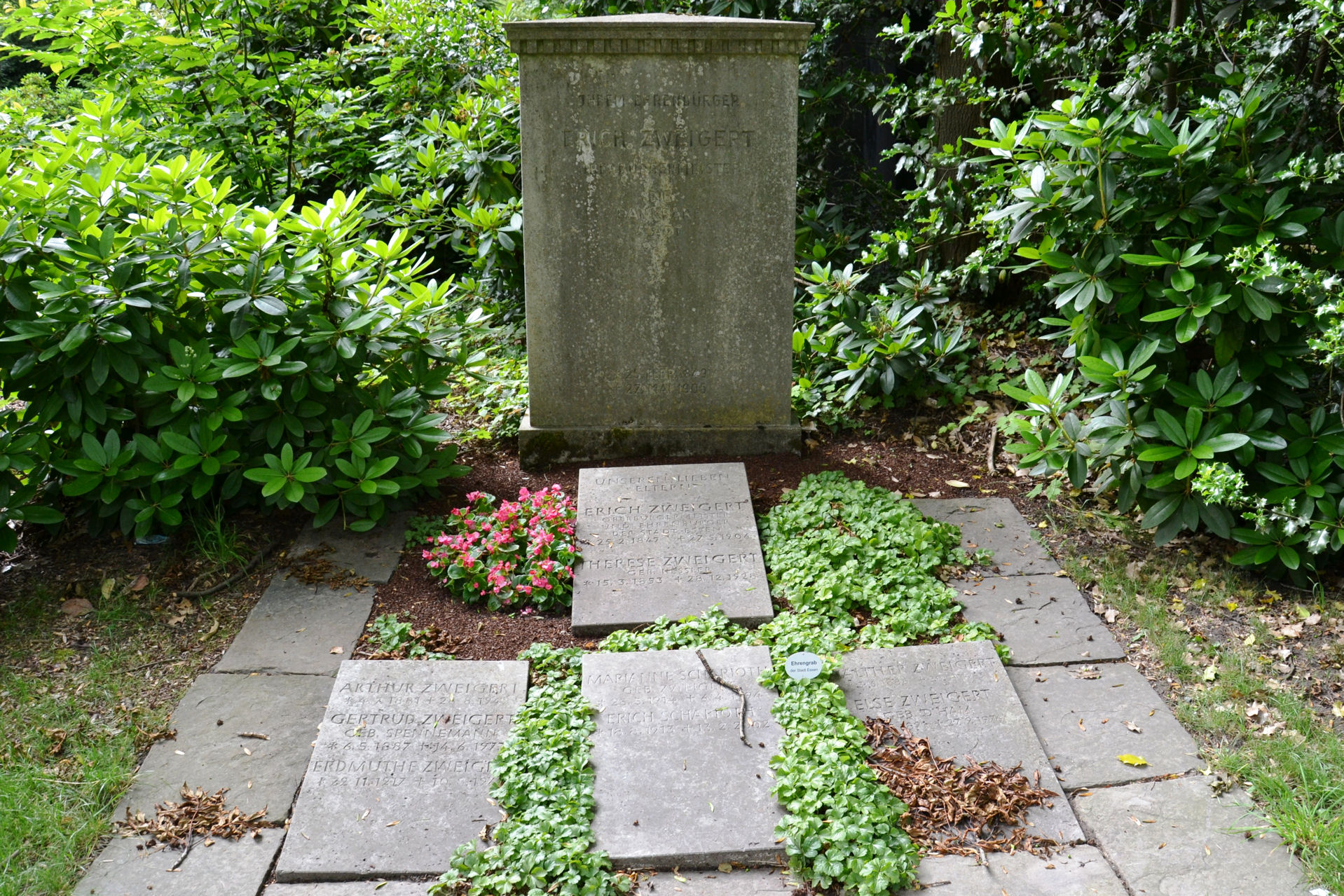
Ehrengrab der Stadt Essen auf dem Ostfriedhof

Erich Zweigert war der Sohn eines Appellationsgerichtspräsidenten. Er machte am Friedrich-Wilhelms-Gymnasium in Berlin das Abitur, wonach er Rechtswissenschaften in Berlin, Halle (Saale) und Heidelberg studierte. Am 19. September 1877 wurde Zweigert Gerichtsassessor, dann Hilfsrichter an unterschiedlichen Kreisgerichten und Amtsrichter in Potsdam.
Erich Zweigert war vom 8. Februar 1881 bis 1886 Erster Bürgermeister im brandenburgischen Guben. Nachdem er am 1. Juni 1886 zum Oberbürgermeister der Stadt Essen gewählt wurde und diese Wahl von der Allerhöchsten Kabinettsorder vom 9. August 1886 bestätigt wurde, war er vom 2. Oktober 1886 bis zu seinem Tod im Amt. 1898 saß er bei der gerade gegründeten Rheinisch-Westfälischen Elektrizitäts-AG (RWE) im ersten Aufsichtsrat, besaß jedoch selbst keine Aktien. Er vertrat die Stadt Essen auch im Preußischen Herrenhaus und im rheinischen Provinziallandtag.
Nachdem er bereits am 4. April 1906, wenige Wochen vor seinem Tod, aufgrund seines schlechten Gesundheitszustands ein Pensionierungsgesuch eingereicht hatte, wurde ihm am 20. April 1906 von den Stadtverordneten einstimmig die Ehrenbürgerwürde der Stadt Essen verliehen – in Anerkennung seiner unvergänglichen Verdienste um die Stadt Essen und die hohe Bedeutung seiner Amtstätigkeit für die Entwicklung der Stadt. Zudem war Zweigert Träger des preußischen Roten Adlerordens 2. Klasse mit Eichenlaub und des preußischen Kronen-Ordens 2. Klasse.
Beigesetzt wurde Zweigert zunächst auf dem Friedhof am Kettwiger Tor. Nach dessen Auflassung 1955 wurde die Gruft auf den Ostfriedhof Essen verlegt. Der dortige Grabstein wurde nach Zerstörung des Originals im Zweiten Weltkrieg in den 1950er Jahren aus minderwertigem Gestein neu geschaffen und ist heute stark verwittert.
Nach Erich Zweigert sind die Zweigertstraße in Rüttenscheid und die Zweigertbrücke in Altenessen-Nord benannt. Zudem errichteten Freunde 1909 einen Gedenkstein im Stadtwald, um an Zweigerts Verdienste bei dessen Schaffung zu erinnern. Seine Grabstätte ist heute eins von rund 40 Ehrengräbern der Stadt.